# Sant Roman (Isèra)
Saint-Romans és un municipi francès situat al departament de la Isèra i a la regió d'Alvèrnia-Roine-Alps. L'any 2007 tenia 1.687 habitants.

## Demografia

### Població
El 2007 la població de fet de Saint-Romans era de 1.687 persones. Hi havia 631 famílies de les quals 141 eren unipersonals (59 homes vivint sols i 82 dones vivint soles), 216 parelles sense fills, 231 parelles amb fills i 43 famílies monoparentals amb fills.
La població ha evolucionat segons el següent gràfic:
Habitants censats

### Habitatges
El 2007 hi havia 709 habitatges, 656 eren l'habitatge principal de la família, 22 eren segones residències i 31 estaven desocupats. 601 eren cases i 107 eren apartaments. Dels 656 habitatges principals, 490 estaven ocupats pels seus propietaris, 146 estaven llogats i ocupats pels llogaters i 20 estaven cedits a títol gratuït; 3 tenien una cambra, 25 en tenien dues, 84 en tenien tres, 181 en tenien quatre i 362 en tenien cinc o més. 516 habitatges disposaven pel capbaix d'una plaça de pàrquing. A 253 habitatges hi havia un automòbil i a 364 n'hi havia dos o més.

### Piràmide de població
La piràmide de població per edats i sexe el 2009 era:
| Homes | Edats   | Dones |
| ----- | ------- | ----- |
| 0     | 95 o +  | 0     |
| 0     | 90 a 94 | 8     |
| 4     | 85 a 89 | 12    |
| 8     | 80 a 84 | 4     |
| 16    | 75 a 79 | 28    |
| 16    | 70 a 74 | 16    |
| 56    | 65 a 69 | 36    |
| 44    | 60 a 64 | 44    |
| 44    | 55 a 59 | 56    |
| 40    | 50 a 54 | 76    |
| 64    | 45 a 49 | 52    |
| 64    | 40 a 44 | 40    |
| 76    | 35 a 39 | 48    |
| 56    | 30 a 34 | 56    |
| 28    | 25 a 29 | 32    |
| 32    | 20 a 24 | 28    |
| 44    | 15 a 19 | 48    |
| 56    | 10 a 14 | 60    |
| 40    | 5 a 9   | 32    |
| 32    | 0 a 4   | 36    |

## Economia
El 2007 la població en edat de treballar era de 1.043 persones, 788 eren actives i 255 eren inactives. De les 788 persones actives 728 estaven ocupades (389 homes i 339 dones) i 60 estaven aturades (22 homes i 38 dones). De les 255 persones inactives 113 estaven jubilades, 69 estaven estudiant i 73 estaven classificades com a «altres inactius».

### Ingressos
El 2009 a Saint-Romans hi havia 642 unitats fiscals que integraven 1.652,5 persones, la mediana anual d'ingressos fiscals per persona era de 18.451 €.

### Activitats econòmiques
Dels 87 establiments que hi havia el 2007, 1 era d'una empresa extractiva, 1 d'una empresa alimentària, 10 d'empreses de fabricació d'altres productes industrials, 20 d'empreses de construcció, 16 d'empreses de comerç i reparació d'automòbils, 5 d'empreses de transport, 5 d'empreses d'hostatgeria i restauració, 2 d'empreses d'informació i comunicació, 3 d'empreses financeres, 2 d'empreses immobiliàries, 12 d'empreses de serveis, 9 d'entitats de l'administració pública i 1 d'una empresa classificada com a «altres activitats de serveis».
Dels 28 establiments de servei als particulars que hi havia el 2009, 1 era una oficina de correu, 3 tallers de reparació d'automòbils i de material agrícola, 4 paletes, 3 guixaires pintors, 4 fusteries, 5 lampisteries, 2 electricistes, 1 empresa de construcció, 2 perruqueries, 1 veterinari i 2 restaurants.
Dels 3 establiments comercials que hi havia el 2009, 1 era una botiga de menys de 120 m², 1 una fleca i 1 una carnisseria.
L'any 2000 a Saint-Romans hi havia 48 explotacions agrícoles que ocupaven un total de 810 hectàrees.

## Equipaments sanitaris i escolars
L'únic equipament sanitari que hi havia el 2009 era una farmàcia.
El 2009 hi havia 1 escola maternal i 1 escola elemental.

## Poblacions properes
El següent diagrama mostra les poblacions més properes.